# پاروو (دوربین)
در تاریخ ۱۹ سپتامبر ۱۹۰۸، ژوزف دِبری (Joseph Debrie) ثبت اختراعی برای دوربینی به نام Parvo انجام داد که سال بعد به بازار عرضه شد. طراحی و توسعه این دوربین به دست پسر او، آندره دِبری (André Debrie) صورت گرفت، کسی که بعدها در سال ۱۹۱۹ رهبری شرکت را نیز بر عهده گرفت.

## ویژگی‌های فنی و مهندسی
دوربین Parvo با طراحی دقیق مهندسی‌شده، بسیار پایدار و به طرز چشمگیری جمع‌وجور بود و تنها اندکی بیشتر از ده پوند وزن داشت. این ویژگی‌ها باعث شد که جایگزینی شایسته برای دوربین قدیمی Pathé Professional باشد که پس از جنگ جهانی اول منسوخ شده بود.
یکی از ویژگی‌های منحصربه‌فرد Parvo سیستم بارگذاری فیلم آن بود: مجله‌هایی که ظرفیت ۱۲۰ متر فیلم داشتند، از وسط باز می‌شدند و در دو طرف بدنه دوربین قرار می‌گرفتند. این طراحی نوآورانه امکان مشاهده مستقیم تصویر روی فیلم را فراهم می‌کرد، که یک پیشرفت بزرگ در آن زمان محسوب می‌شد.

## افزودن قابلیت‌های هنری
در سال ۱۹۲۰، مکانیزم «دیزالو خودکار» (automatic dissolve mechanism) به این دوربین اضافه شد. این قابلیت به ویژه توسط فیلم‌سازان آوانگارد (avant-garde) فرانسه مورد استفاده قرار گرفت و در آثار تجربی آن‌ها نقش مهمی ایفا کرد.

## تاثیرگذاری
دوربین Parvo نه تنها از لحاظ فنی پیشرفته بود، بلکه در شکل‌گیری زبان تصویری سینمای مدرن و هنری نیز نقشی کلیدی ایفا کرد. سادگی حمل، دقت عملکرد و امکاناتی چون دیزالو خودکار، این دوربین را به یکی از مهم‌ترین ابزارهای فیلم‌برداری دهه‌های اولیه قرن بیستم بدل کرد.